# Isaías Guardiola
Isaías Guardiola Villaplana (ur. 1 października 1984 w Petrer) – hiszpański piłkarz ręczny, reprezentant kraju grający na pozycji prawego rozgrywającego. Obecnie występuje w Bundeslidze, w drużynie Rhein-Neckar Löwen. Brat bliźniak Gedeóna, hiszpańskiego szczypiornisty.

## Sukcesy

### klubowe
- Mistrzostwa Hiszpanii:
  -  2011, 2012
- Klubowe mistrzostwa świata:
  -  2012
- Liga Mistrzów:
  -  2011
- Superpuchar Hiszpanii:
  -  2010, 2011
- Puchar Króla:
  -  2011, 2012
- Puchar EHF:
  -  2013
- Mistrzostwa Niemiec:
  -  2013